# Volvo Aero
Volvo Aero je bil švedski proizvajalec letalskih motorjev in letal. Od leta 2012 je v lasti britanskega GKN, slednji ga je preimenoval v GKN Aerospace Engine Systems. Predhodno podjetje Nohab Flygmotorfabriker AB je bilo ustanovljeno v Trollhättanu, Švedska leta 1930. Leta 1937 je postal del Saaba, vendar ga je kmalu zatem (1941) kupil Volvo in spremenil ime v Svenska Flygmotor AB (SFA) in kasneje v Volvo Flygmotor.